# Juan Domecq
Juan Carlos Domecq Fortuondo (10 giugno 1950) è un ex cestista cubano.

## Carriera
Con Cuba ha disputato due edizioni dei Giochi olimpici (Monaco 1972, Montréal 1976) e due dei Campionati mondiali (1970, 1974).